# هیرشباخ، اتریش
هیرشباخ   (به آلمانی: Hirschbach) یک منطقهٔ مسکونی در اتریش است که در ناحیه گموند واقع شده‌است. هیرشباخ   ۵۶۹ نفر جمعیت دارد.